# Casa del Governatore William King
La casa del governatore William King, nota anche come Stone House, è una dimora storica sulla Whiskeag Road a Bath, nel Maine. Costruita nel 1812, le finestre ad arco di lancetta di questa casa in pietra sono uno dei primi esempi di architettura neogotica nel New England. La casa fu costruita come rifugio estivo per William King, che guidò alla creazione dello stato del Maine e ne fu il primo governatore. La casa è stata inserita nel registro nazionale dei luoghi storici nel 1976.

## Descrizione e storia
La Stone House si trova in una zona rurale nella zona nord di Bath, sul lato sud di Whiskeag Road. È una struttura in pietra a 2-1 / 2 piani, costruita con blocchi di granito e coperta da un tetto a due falde. La facciata principale è rivolta verso est, con un ingresso centrale affiancato da alte finestre a ghigliottina, con più sezioni ad arco di lancetta che si innalzano verso la grondaia. Il tetto è sormontato da una cupola quadrata. L'interno dell'edificio conserva opere in legno del periodo federale ben conservate.
William King (1768-1852) fu uno dei principali uomini d'affari e commercianti di Bath all'inizio del XIX secolo. Era un leader della milizia del Massachusetts (il Maine faceva parte di quello stato) durante la guerra del 1812. Fu una figura fondamentale nella indipendenza dello stato del Maine e nella stesura della sua costituzione, tanto da esserne eletto il suo primo governatore nel 1820. King acquisì un ampio appezzamento di terra in questa zona nel 1809-13, su cui piantò un frutteto. Costruì questa casa intorno al 1812 come rifugio estivo; la sua residenza principale era nel centro di Bath.